# Vadu Izei
Vadu Izei es una comuna ubicada en el distrito de Maramureș, Rumania.

## Superficie
Cuenta con una superficie de 16,85 kilómetros cuadrados.

## Demografía
Hasta 2021 la población era de 2542 habitantes, con una densidad de población de 150,9 habitantes por kilómetro cuadrado.
| Gráfica de evolución demográfica de Vadu Izei entre 1992 y 2021                      |
|                                                                                      |
| Datos según City Population y Population statistics of Eastern Europe & former USSR. |